# The Wild Hunt (album av Watain)
The Wild Hunt är det femte studioalbumet av det svenska black metal-bandet Watain. Det gavs ut av Century Media 19 augusti 2013. En musikvideo gjordes för singeln Outlaw.

## Låtlista
1. Night Vision  03:38
2. De Profundis 04:33
3. Black Flames March 06:20
4. All That May Bleed 04:41
5. The Child Must Die 06:04
6. They Rode On 08:43
7. Sleepless Evil 05:37
8. The Wild Hunt  06:20
9. Outlaw 05:07
10. Ignem Veni Mittere 04:39
11. Holocaust Dawn 07:07

## Medverkande musiker
- Erik Danielsson - sång, bas, textförfattande
- Håkan Jonsson - trummor
- Pelle Forsberg - gitarr